# Victory-Plan
Der Victory-Plan, auch Victory-Programm (eigentlich betitelt Joint Board Estimate of the United States Over-all Production Requirements), war ein strategisches Dokument der Streitkräfte der Vereinigten Staaten von 1941. In ihm wurden, basierend auf einer Einschätzung der nationalen Ziele im Zweiten Weltkrieg und der zu ihrer Realisierung angewandten Strategien, Abschätzungen über die Größe der US-Streitkräfte im Falle einer Verwicklung in den Krieg gegen die Achsenmächte getroffen, um auf dieser Basis die Rüstungsanstrengungen der US-Wirtschaft koordinieren zu können. Der Teil des Plans, der die Army Ground Forces betraf (betitelt Ultimate Requirements Study, Estimate of Army Ground Forces), wurde im Sommer 1941 in der War Plans Division (WPD) des Generalstabs des US-Kriegsministeriums maßgeblich von Major Albert Wedemeyer erarbeitet. Das von der Air War Plans Division ausgearbeitete Dokument der Army Air Forces wurde als AWPD/1 bekannt.

## Hintergrund
Zu Beginn des Zweiten Weltkriegs 1939 waren die USA militärisch gesehen eine nachrangige Macht mit einer stehenden Armeestärke von rund 200.000 Mann. Die Erfolge der europäischen Achsenmächte Deutschland und Italien von 1939 bis zum Frühjahr 1941 sowie die latente Bedrohung amerikanischer Interessen in der Region Asien-Pazifik durch das expansionistische Japan ließen jedoch für die militärischen Planer und die politische Führung einen Eintritt der Vereinigten Staaten in den Zweiten Weltkrieg früher oder später als unvermeidlich erscheinen. Grundlage für die amerikanische Militärplanung in dieser Periode war der Protective Mobilization Plan von 1939, der anfänglich nur eine Aufstockung der aktiven Armeestärke auf über eine Million Mann vorsah.
Am 18. April 1941 richtete der Unterstaatssekretär im Kriegsministerium Robert P. Patterson ein Memorandum an Kriegsminister Henry L. Stimson, in dem er auf eine realistische Formulierung der US-Ziele in Bezug auf den Krieg in Europa drang. Das im Februar 1941 vom Kongress verabschiedete Leih- und Pachtgesetz drohte die Planungen für die militärische Ausrüstung der vergrößerten US-Armee über den Haufen zu werfen. Patterson forderte eine Entscheidung bezüglich der Produktionsziele der US-Rüstungswirtschaft und ließ unmissverständlich erkennen, dass er eine Beteiligung der USA am Krieg als wahrscheinliches Zukunftsszenario erachtete. Zwei Wochen nach dem Memorandum ersuchte Stimson den Chef des Armeestabes George C. Marshall, auf eine gemeinsame Konferenz der Teilstreitkräfte, der Maritime Commission und des Office of Production Management hinzuwirken. Es dauerte jedoch bis zum 9. Juli, bis eine definitive Direktive des US-Präsidenten Franklin D. Roosevelt an die Minister für Heeres- und Marinefragen, Stimson und Knox, erging, die Produktionskapazität für Militärgüter zu ermitteln, die für einen Sieg über die potentiellen Feinde der USA notwendig wären.

## Planungen der Army
Zu dieser Zeit hatte Major Wedemeyer, ein Mitarbeiter der War Plans Division der Army, im Auftrag Marshalls bereits mit seinen Arbeiten begonnen, die später als Victory Program bekannt werden sollten. Wedemeyers selbstgestelltes Arbeitsprogramm umfasste vier Hauptpunkte:
1. Bestimmung der nationalen Ziele der USA in Bezug auf den Krieg
2. Bestimmung der zur Realisierung anzuwendenden Strategien
3. Bestimmung der erforderlichen Militärstärke
4. Bestimmung der Erfordernisse bezüglich Zusammensetzung, Ausrüstung und Ausbildung dieser Kräfte

Wedemeyer konnte sich bei seiner Arbeit auf die Hilfe vieler Mitarbeiter der War Plans Division stützen, gleichwohl gilt er als Hauptautor des Plans. Als Ziel der USA wurde gemäß dem Kriegsplan Rainbow 5 die Beseitigung der europäischen diktatorischen Regimes im Zusammenwirken mit Großbritannien und die Abwehr japanischer Expansionsabsichten definiert. Zur Erlangung dieser Ziele wurde eine Strategie anvisiert, die von der Verteidigung der westlichen Hemisphäre und der Außengebiete der Vereinigten Staaten zu offensiven Operationen gegen die europäischen Achsenmächte überging und gleichzeitig im pazifischen Raum ein defensives Verhalten gegenüber Japan umfasste. Als frühestes Datum offensiver Operationen gegen die Achse ging Wedemeyer vom 1. Juli 1943 aus.
Ausgehend von statistischen Daten früherer Kriege bestimmte Wedemeyer in der Folge das Mobilisierungspotential der USA. Bei einer möglichst nicht zu überschreitenden Mobilisierungsquote von rund 10 % und einer Bevölkerung der USA von 140 Millionen kam er auf eine Zahl von 12 bis 14 Millionen Militärangehörigen. Diese wurden in der Folge auf die Teilstreitkräfte umgelegt, wobei die Navy bereits einen Bedarf von rund 4 Millionen Mann angemeldet hatte. Dies ließ über 8 Millionen für die Army übrig (zu der das Army Air Corps damals gehörte). Davon wurden knapp über 2 Millionen für das Army Air Corps (bzw. die Army Air Forces, wie sie ab Juni 1941 hießen) reserviert. In seiner finalen Fassung sah Wedemeyers Plan ein Heer von ca. 6,75 Mio. Soldaten vor. Bei einer Relation zwischen Kampf- und rückwärtigen Truppen von 1:1 (was sich später als viel zu niedrig erweisen sollte) reichte dies für die Aufstellung von 215 Divisionen.
Als nächsten Schritt versuchte Wedemeyer, die Zusammensetzung der Bodentruppen zu bestimmen. Er ging dabei von der militärischen Stärke der potentiellen Feinde der USA wie der möglichen Verbündeten aus und errechnete, dass im schlimmsten Fall, einer Niederlage der Sowjetunion bis 1943, die kombinierte Stärke der USA und Großbritanniens und seines Commonwealth nicht ausreichen würde, um mit einer numerischen Überlegenheit von 2:1 zur Offensive überzugehen. Aus diesem Grund schlug er vor, eine hochmechanisierte Streitmacht aufzustellen, die adäquat von Lufteinheiten unterstützt in der Lage wäre, durch eine hochgradig mobile Kriegsführung diesen Nachteil auszugleichen. Gemäß seinen Planungen sollten von den 215 Divisionen nicht weniger als 61 Panzerdivisionen und ebenso viele motorisierte Divisionen sein. Zudem war die Aufstellung von zehn Fallschirmjäger- und ebenso vielen Gebirgsjägerdivisionen vorgesehen. Ferner sollten reichlich Panzerabwehr- und Flugabwehreinheiten vorhanden sein.
Die Truppen sollten in mehrere Task Forces sowie eine zentrale Reserve unterteilt sein. Als Task Forces wurden die 1., 3. und 4. US-Armee für den Einsatz in Übersee sowie zwei kleinere Gruppierungen für Brasilien und Kolumbien–Ecuador–Peru in Aussicht genommen. Die US-Außengebiete und Auslandsstützpunkte sowie Alaska sollten von relativ geringen Kräften von zusammen nicht mehr als 350.000 Mann verteidigt werden.
Am 10. September 1941 wurde der Plan mit seinen Anlagen von Marshall an Kriegsminister Stimson übergeben. Zwei Wochen später, am 25. September, erhielt der Präsident die konsolidierten Vorschläge von Kriegs- und Marineministerium.

## Presseleck
Die amerikanische Öffentlichkeit war in der Zeit vor dem Angriff auf Pearl Harbor weitgehend isolationistisch und gegen einen Kriegseintritt eingestellt. Bereits im November 1941 wurde von Isolationisten verbreitet, die US-Armee plane für die Entsendung einer Militärstreitmacht nach Afrika. Diese Gerüchte wurden von Generalstabschef Marshall umgehend dementiert. Am 4. Dezember, drei Tage vor Pearl Harbor, erschien in der Chicago Tribune und später auch in anderen Zeitungen ein Artikel, in dem die gutinformierten Autoren Teile des Programms beschrieben. Kriegsminister Stimson entschied sich, den Anschuldigungen in einer Pressekonferenz am 5. Dezember gegenüberzutreten. Er stellte das Programm als unfertige Studie dar, die lediglich mögliche Notfallpläne beinhaltete, und bestritt, dass es sich um ein durch die US-Regierung autorisiertes Programm handele.

## Umsetzung
Obwohl viele Voraussagen des Plans sich nicht erfüllten (anstatt über 200 wurden nur etwa 90 Divisionen später tatsächlich eingesetzt), wurde die Gesamtstärke der US-Armee von Wedemeyer mit bemerkenswerter Genauigkeit vorausgeschätzt. Auf ihrem Höhepunkt belief sich die Stärke der Army (inkl. Army Air Forces) auf knapp 8,2 Millionen Mann, gegenüber 8,8 Millionen gemäß dem Victory-Plan. Die Diskrepanz in der Anzahl der Divisionen erklärt sich aus einem falschen Ansatz des sogenannten division slice, der Relation zwischen der Zahl der unmittelbaren Kampftruppen und der der logistischen und Unterstützungseinheiten. Letztere waren entsprechend den Umständen (lange Verbindungslinien) wesentlich zahlreicher, als von Wedemeyer angenommen. Die Schwierigkeiten bei der Bereitstellung von Schiffsraum für die Überfahrt über den Atlantik verhinderten einen Einsatz von mechanisierten Einheiten in dem von Wedemeyer vorgeschlagenen Umfang. Statt 61 Panzerdivisionen wurden nur 16 aufgestellt, auf mechanisierte Divisionen wurde ganz verzichtet. Auch Flug- und Panzerabwehreinheiten hatten einen deutlich geringeren Umfang, als im Victory-Plan angenommen.
Der von Wedemeyer angenommene Zeitrahmen für die Aufnahme der Offensive gegen die europäischen Achsenmächte erwies sich im Großen und Ganzen ebenfalls als richtig. Die Operation Torch in Nordafrika startete bereits im November 1942 und der Italienfeldzug als erste europäische (Neben-)Front wurde im Juli 1943 mit der Invasion Siziliens eröffnet. Die verspätete Eröffnung einer zweiten Hauptfront in Europa (neben der Ostfront; Operation Overlord im Juni 1944) erklärt sich hauptsächlich durch die Hinhaltetaktik der Briten als wichtigstem Verbündeten.